# 金明国
金明国（韓語：김명국；1940年—2016年11月28日）朝鮮民主主義人民共和国（北朝鮮）軍人、政治家。朝鮮人民軍大将。
1994年升为大将，任副总参谋长兼作战局长，1997年李明洙接任作战局长，他转任过第5军军长以及108机械化军长，2007年重新担任了总参謀部作战局长，2009年11月黄海发生韓国海軍与北朝鮮海軍的大青岛海战，金明国由大将被降为上将，2010年3月的「天安號沉没事件」之后、2010年4月他的「大将」军衔回复。2010年9月的朝鮮劳动党第3届党代表大会当选中央軍事委員会委員。